# ジクロラミン
ジクロラミン(Dichloramine)は、化学式NHCl2の反応性無機化合物である。黄色の気体で、不安定であり多くの物質と反応する。アンモニアと塩素または次亜塩素酸ナトリウムの反応により形成される。クロラミンや三塩化窒素の合成の際の副産物として形成される。

## 合成
ジクロラミンは、クロラミンと塩素または次亜塩素酸ナトリウムの反応で合成される。
NH2Cl + Cl2 → NHCl2 + HCl

## 反応
ジクロラミンは水中に存在するヒドロキシルイオンと反応し、次亜硝酸ラジカルと塩化物イオンを生成する。